# Aéroport de Smolensk
Ne doit pas être confondu avec Base aérienne de Smolensk.
L'aéroport de Smolensk (code IATA : LNX • code OACI : UUBS) est un aéroport situé à 4 km au sud de Smolensk, une ville de Russie et capitale de l'oblast de Smolensk. Elle se trouve sur le Dniepr dans l'ouest du pays, à côté de la frontière biélorusse. Elle est située à 369 km au sud-ouest de Moscou, et à 280 km au nord-est de Minsk.